# Parafia św. Judy Tadeusza w Dorohuczu
Parafia św. Judy Tadeusza w Dorohuczy – parafia rzymskokatolicka, znajdująca się w archidiecezji lubelskiej, w dekanacie Siedliszcze.

## Historia
W połowie XVIII wieku został zbudowany kościół pw. św. Judy Tadeusza, a wieś należała do parafii w Biskupicach. 25 sierpnia 1929 roku została erygowana parafia, dekretem bp Mariana Fulmana.
Według stanu na miesiąc luty 2017 liczba wiernych w parafii wynosiła 875 osób.